# Haloragales
Ordre
Classification APG II (2003)
Classification APG III (2009)
Les Haloragales sont un ordre de plantes dicotylédones.
En classification classique de Cronquist (1981) il comprend deux familles :
- Gunnéracées
- Haloragacées

En classification phylogénétique APG II (2003) et classification phylogénétique APG III (2009) cet ordre n'existe pas et ces 2 familles sont placées dans les ordres Gunnerales et Saxifragales.